# Halo: Primordium

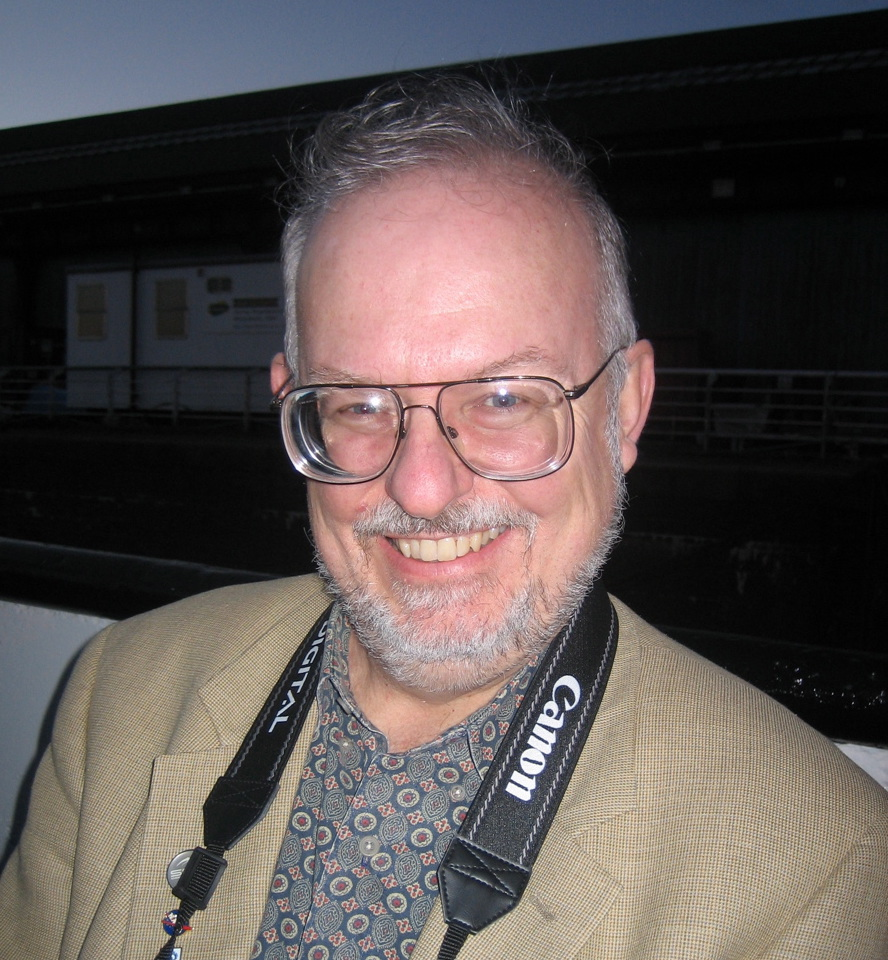
Greg Bear, escritor de Halo: Primordium.

Halo: Primordium es una novela de ciencia ficción del escritor estadounidense Greg Bear. Primordium es la continuación de Halo: Cryptum, siendo el segundo libro de la Saga Forerunner. La historia está ambientada en el universo de Halo. Halo: Primordium fue publicado el 3 de enero de 2012, estando disponible como audiolibro.

## Antecedentes
Greg Bear fue contratado para escribir tres libros para la Trilogía o Saga Forerunner. Primordium, luego de Cryptum, es el segundo libro de tres. El libro da algunos antecedentes para el videojuego de la misma serie, Halo 4.

## Resumen
¿Qué soy yo realmente?. Hace mucho tiempo, yo era un ser vivo, un ser humano. Me volví loco. Serví a mis enemigos. Se convirtieron en mis amigos. Desde entonces, he ido y venido a través de esta galaxia, y afuera en el espacio intergaláctico, un logro mayor del de cualquier ser humano anterior a mi. Me has pedido que te cuente sobre aquel tiempo. Ya que ustedes son los verdaderos recuperadores, debo obedecer. ¿Estás grabando? Eso es bueno, porque mi memoria está fallando rápidamente. Dudo que yo sea capaz de terminar de contarte esta historia. Antiguamente, en mi mundo hogar, un mundo que conocía como Erde- Tyrene, y que ahora se llama Tierra, mi nombre era Chakas.

El libro comienza cuando el personal de una nave de la ONI está interrogando a un monitor duplicado de 343 Guilty Spark. El personal comienza a preguntarle sobre el Didacta y las conexiones que habría entre Forerunners y humanos. El monitor revela que antiguamente fue un humano llamado Chakas, uno de los personajes principales de Cryptum. El monitor comienza a contar su historia a través de escenas retrospectivas, reviviendo su infancia y contando los acontecimientos de Cryptum desde su punto de vista, así como la utilización de geas en seres humanos durante la Guerra Humano-Forerunner. El monitor relata el como logró llegar a la Instalación 07, lugar donde conoció a Vinnevra y su abuelo Gamelpar, humanos que han sido llevados al anillo para experimentos sobre el Flood y con los que comienza un viaje épico a través del Halo. Este viaje les llevará al Palacio de Dolor, el dominio de una inteligencia poderosa y monstruosa que dice ser el último Precursor, el Primordial, quien entre otras cosas les hace saber que no hay diferencias entre el Flood y los Precursores, además de que los humanos eran los herederos del Manto luego de la extinción de la raza Forerunner. Al final del libro, el duplicado de 343 Guilty Spark toma control de la nave de la ONI para ir en búsqueda de la Bibliotecaria en el Arca.